# محرك بخاري

رسم متحرك يوضح عمل آلة بخارية

 المحرك البخاري هو محرك يستفيد من بخار الماء المضغوط ذي درجة الحرارة العالية لتحويل الطاقة الحرارية إلى عمل ميكانيكي وطاقة حركة.

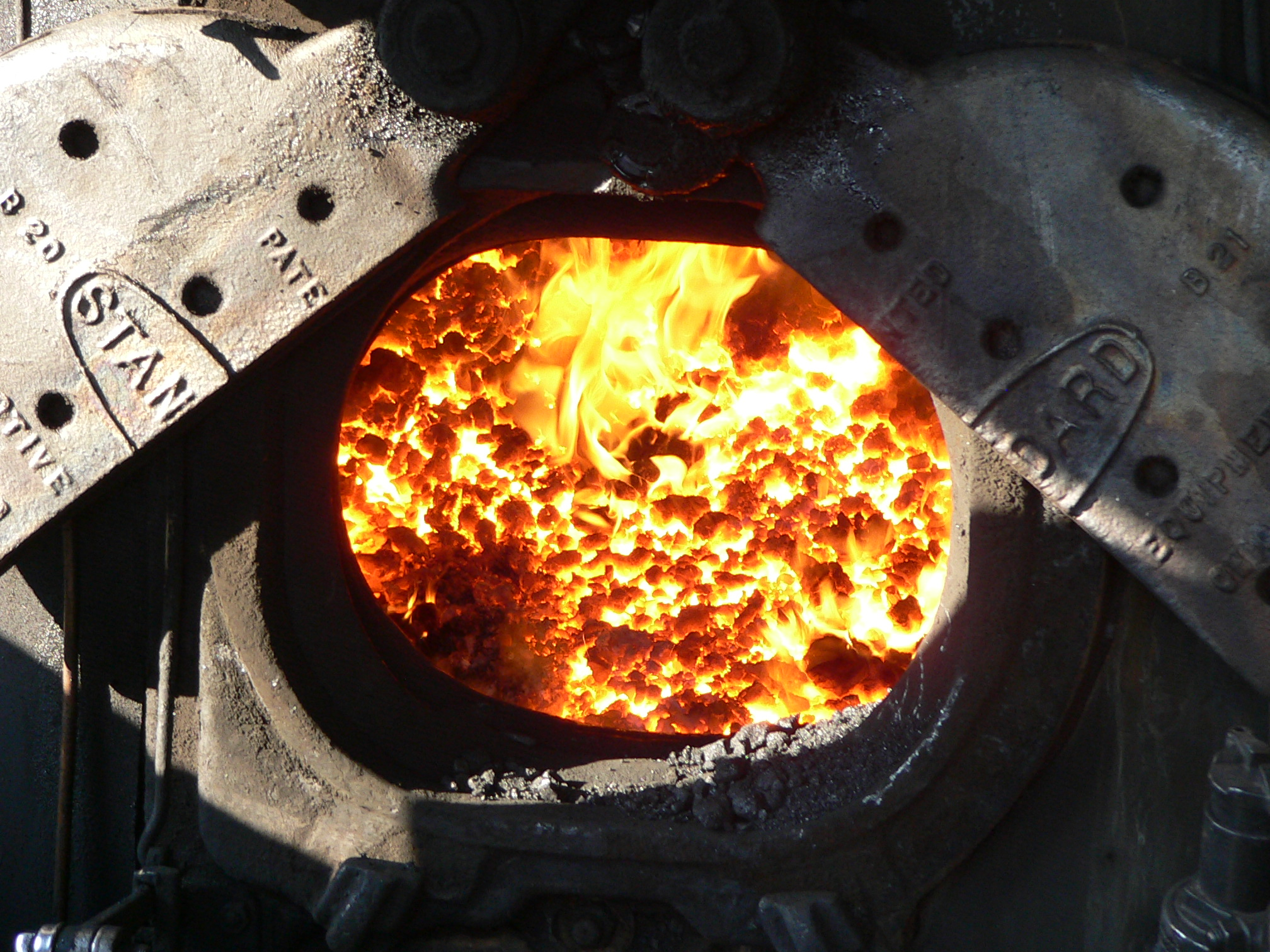
فرن داخلي لمحرك بخاري على متن قطار.

طريقة عمل المحرك البخاري الثلاثي: يدخل البخار الساخن من اليسار ثم يُوجه إلى الأسطوانة الثانية ومنها إلى الأسطوانة الثالثة ليخرج منها وقد فقد طاقته.

مصطلح المحرك البخاري قد يشير أيضا إلى كامل القاطرة البخارية والسكك الحديدية. التي تعمل بمحرك بخاري.
استخدمت محركات البخار في محطات الضخ، والقاطرات البخارية والسفن. وتعتبر المحركات البخارية أساسية للثورة الصناعية، وشاهد على ذلك الاستخدام الواسع في تشغيل الآلات في المصانع والمطاحن. على الرغم من اختراع محركات الاحتراق الداخلي والمحركات الكهربائية وحلها محل المحركات البخارية.
وتعتبر التوربينات البخارية تقنياً نوعاً من المحرك البخاري. وهي تُستخدم على نطاق واسع لتوليد الكهرباء. حوالي 86% من مجمل الطاقة الكهربائية في العالم تولد باستخدام التوربينات البخارية.
المحرك البخاري يتطلب المرجل لتسخين الماء وتحويله إلى بخار. وتمارس قوة البخار ذو الضغط المرتفع لدفع المكبس في أسطوانة كما في محرك السكك الحديدية، أو في إدارة التوربينات. تلك الحركة التي يمكن تسخيرها لدفع العجلات أو الآلات، والتوربينات التي تولد الكهرباء عن طريق توصيلها بمولد للكهرباء.
من مميزات المحرك البخاري أنه يمكن استخدام مصادر عديدة للحرارة معه لتوليد البخار في المرجل ورفع درجة حرارته؛ ولكن الأكثر شيوعاً هو احتراق الفحم والحطب أو منتجات النفط. ولتوليد الطاقة الكهربائية بواسطة المفاعلات النووية يستخدم الوقود النووي أولاً لإنتاج بخار الماء عالي الضغط والحرارة، ثم يُوجه البخار الناتج إلى التوربين والذي يقوم بدوره بتدوير المولد الكهربائي.
مخترع المحرك البخاري هو جيمس واط (1736 – 1819م) كان مهندسا اسكتلندي، ولد في جرينوك من أب كان يعمل بالتجارة دون أن يحقق نجاحا. تلقى واط تدريبه عند صانع للأدوات في لندن. ثم عاد إلى جلاسجو ليعمل في مهنته. وقد كان واط على علاقة صداقة قوية مع الفيزيائي جوزيف بلاك مكتشف الحرارة الكامنة، وكان لهذه الصداقة الأثر الهام في توجيه واط إلى الاهتمام بالطاقة الحرارية وتوصل إلى أنه يمكن الاستفادة من البخار كقوة محركة. وقد أجرى عدة تجارب للاستفادة من ضغط البخار. ثم وقع في يده محرك بخاري من طراز نيوكومن فاخترع له مكثفا وأجرى عليه بعض التعديلات والتحسينات مثل إدخال المضخة الهوائية وغلاف لأسطوانة البخار وزوده بمؤشر للبخار، مما جعل المحرك البخاري آلة تجارية ناجحة.
وقد أدعى واط  اكتشاف تركيب المتاء قبل كافندش أو في نفس الوقت. وقد سميت وحدة القدرة الكهربية واط باسمه تخليدا له.
أسس واط بالاشتراك مع بولتون شركة هندسية هي شركة سوهو للأعمال الهندسية، وقدأدخل الشريكان مصطلح وحدة القدرة الحصانية H.P)Horse Power) حيث 1 كيلوواط =0.746 HP.

## كفاءة المحرك البخاري
يضع القانون الثاني للحرارة حدا أقصى لكفاءة الآلة الحرارية. وحتي لو فرض أن الآلة مثالية ولا تفقد حرارة بالاحتكاك فهي لا تستطيع تحويل كمية الحرارة المعطاة لها إلى شغل (حركة). والحدود المتحكمة في ذلك هي درجة الحرارة الداخلة في الآلة (أو المتولدة فيها) T1، درجة حرارة الوسط المحيط بها والذي تخرج فيه الغاز العادم T2، ونعني هنا درجات الحرارة المطلقة كلفن. وتعطينا معادلة كارنو الكفاءة النظرية لآلة تعمل بين تلك الدرجتين كالآتي:
{\displaystyle \eta _{th}\leq 1-{\frac {T_{2}}{T_{1}}}\,}
وهذا الحد يسمى  كفاءة دورة كارنو وهي تعطي كفاءة آلة مثالية لا يحدث فيها أي فقد للحرارة أو احتكاك؛ الفرق بين درجتي الحرارة هو جزء الطاقة الحرارية الذي تحول إلى طاقة حركية. ولا يمكن لأي آلة عملية تعدي ذلك الحد مهما كانت تركيبتها.
وبالنسبة للآلة البخارية التي تعمل ببخار ساخن، ولنأخذ مثلا مثال محطة توليد الكهرباء والتي تعمل ببخار درجة حرارتهT1= 840 كلفن يدخل توربينا لتوليد الطاقة الكهربائية، ويطرد البخار العادم عند درجة حرارته T2= 300 كلفن. تعطينا المعادلة السابقة كفاءة 60%؛ ولكن هذه هي الكفاءة للآلة المثالية. وفي الواقع نجد أن الكفاءة الحقيقية للمحطة تبلغ 36% فقط، ذلك بسبب الاحتكاك الذي يضيع جزءا من الكفاءة. وبالنسبة إلى محطة كهربائية تعمل بالطاقة النووية لتوليد الكهرباء، مثل مفاعل كاندو بكندا، نجد أنه يحول الطاقة النووية إلى طاقة حرارية تنتج البخار. ويوجه البخار إلى توربين يدير بدوره مولد كهربائي لإنتاج التيار الكهربائي. تصل درجة حرارة البخار في مفاعل كاندو  نحو 575 كلفن، ويُطرد البخار المستهلك عند درجة حرارة 300 كلفن (تعادل 25 درجة مئوية) ويسربها إلى النهر القريب. وبحساب الكفاءة النظرية للمفاعل نحصل على كفاءة 50%، ولكن بسبب الاحتكاك نجد أن الكفاءة الفعلية للمفاعل لا تتعدي 32%.